# یواس‌اس بویل (دی‌دی-۶۰۰)
یواس‌اس بویل (دی‌دی-۶۰۰) (به انگلیسی: USS Boyle (DD-600)) یک کشتی بود که طول آن ۳۴۸ فوت ۲ اینچ (۱۰۶٫۱۲ متر) بود. این کشتی در سال ۱۹۴۲ ساخته شد.